# Dazzling Jazz

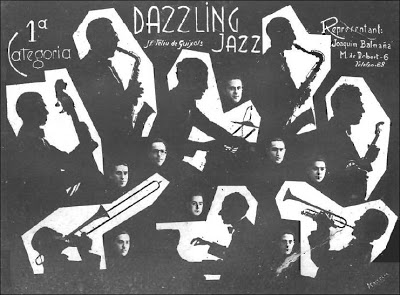
Cartell anunciador de l'Orquestrina Dazzling Jazz dissenyat per Josep Manetes el 1936.

Dazzling Jazz fou una formació musical que debutà al febrer de 1932 durant les festes de carnaval amb motiu de la inauguració de la nova societat recreativa Casal Llevantí de Sant Feliu de Guíxols.

## Història
Els seus components en formació de concert eren, Joaquim Balmaña i Agustí Bañeras, violins; Santiago Irla, clarinet; Josep Isern, percussió; Rafael Figueras, flauta i Teresa Bosch, piano i com a conjunt de ballables i jazz era integrat per Balmaña, violí de trompa; Bañeras, violí i banjo; Irla i Figueras, saxòfon i Isern, jazz-band.
Entre els anys 1932 i 1933 varen actuar regularment al Casal Llevantí pels cap d'any, carnavals, festa major i al mateix temps també van ésser contractats per actuar a l'Hostal de la Gavina de S'Agaró, a Palamós, a Santa Coloma de Farners, Santa Cristina d'Aro i Llagostera amb motiu de la Pasqua Nadalenca.
A principis de 1934, s'hi van incorporar Joan Planas, al trombó i Josep Maria Vila al piano, que provenia de l'Orquestrina Guíxols i qui es va fer càrrec de la direcció de l'orquestra. A partir d'aquell any, la Dazzling Jazz va iniciar una sèrie de continuades i reeixides actuacions i va esdevenir una de les orquestres més sol·licitades de la comarca. A tall d'exemple, varen actuar amb gran èxit en els balls de preparació del carnaval a l'Ateneu Pi i Margall de La Bisbal, a les festes d'aniversari de la proclamació de la República a Llagostera, i el mes de maig va actuar de nou a La Bisbal d'Empordà interpretant una selecció de “El trobador” de Giuseppe Verdi, que va fer aixecar el públic amb grans aplaudiments
En els seus últims mesos d'existència, l'orquestra va veure incrementada la seva plantilla amb tres professors més, Lluís Grau, contrabaix; Joan Pujol, trompeta i Joan Planas, trombó. Amb aquesta formació, varen actuar amb gran èxit a les festes de carnaval del casino “El Guixolense”, així com a les fires de Pasqua celebrades a Girona.
Amb l'esclat de la Guerra Civil Espanyola al juliol de 1936, l'Orquestrina Dazzling Jazz va veure frustrada la seva continuïtat.